# 蒋绍禹
蔣紹禹（1913年—），字克繼，四川安岳人，中華民國空軍中將。退休後，擔任欣中公司第一任總經理

## 生平
蔣紹禹畢業於陸軍官校第8期砲兵科，又畢業於中央航空學校第4期。曾任中華民國空軍總司令部人事署少將署長，空軍防砲司令、國防部常務次長。
1938年5月19日至20日，蔣紹禹擔任1404號B-10馬丁長程轟炸機副駕駛，參與日本九州長崎、福岡空投宣傳單行動，史稱「人道遠征」。
退休後，擔任欣中公司第一任總經理。